# Дмитриевка (Алтайский край)
Дмитриевка — село в Благовещенском районе Алтайского края. Входит в Леньковский сельсовет.

## География
Находится в 12 км к северу от села Леньки, в 43 км к северо-востоку от Благовещенки и в 225 км к западу от Барнаула. По северной окраине села проходит Кулундинский магистральный канал (в 5 км севернее протекает Кулунда). С запада примыкает небольшой лесной массив.
Имеется подъездная дорога к селу от местной автодороги Леньки — Нижнечуманка. Ближайшая ж.-д. станция находится в селе Леньки (на линии Барнаул — Кулунда).

## Население
| 1997 | 1998 | 1999 | 2000 | 2001 | 2002 | 2003 |
| ---- | ---- | ---- | ---- | ---- | ---- | ---- |
| 180  | ↗182 | →182 | ↗184 | ↘167 | ↗175 | ↗177 |
| 2004 | 2005 | 2006 | 2007 | 2008 | 2009 | 2010 |
| ↘160 | ↘149 | ↗155 | ↘142 | ↗149 | ↘117 | ↘108 |
| 2011 | 2012 | 2013 |      |      |      |      |
| ↘102 | ↘100 | ↘94  |      |      |      |      |

Национальный состав (2010) — русские.

## История
Основано в 1907 году. В 1928 г. посёлок Дмитриевский состоял из 104 хозяйств, основное население составляли украинцы. Являлось центром сельсовета Благовещенского района Славгородского округа Сибирского края.